# Enrico Benelli (archeologo)
Enrico Benelli (Roma, 1967) è un archeologo ed etruscologo italiano, e storico dell'antichità, specializzato nello studio dell’epigrafia etrusca.

## Biografia
Nato a Roma nel 1967, si è laureato presso l’Università "La Sapienza" di Roma dove ha conseguito nel 1995 il dottorato di ricerca in etruscologia con una tesi dedicata alle iscrizioni funerarie chiusine di età ellenistica.
Dopo aver lavorato come archeologo presso la Soprintendenza ai Beni Archeologici delle Marche, dal 2001 è ricercatore presso il Consiglio Nazionale delle Ricerche, dove si occupa della redazione del Corpus Inscriptionum Etruscarum e del Thesaurus linguae Etruscae. Ha curato la seconda edizione del Thesaurus linguae Etruscae pubblicata nel 2008.
Dal 2005 al 2012 è docente di Etruscologia e Antichità Italiche presso l’Università degli Studi di Udine. Nel 2013 è stato visiting professor presso la École Normale Supérieure  di Parigi.
Dal 2014 è membro corrispondente dell’Istituto Nazionale di Studi Etruschi ed Italici di Firenze. È autore di libri e numerosi articoli sulla civiltà etrusca e l'Italia antica.

## Opere

### Libri
- Le iscrizioni bilingui etrusco-latine, Firenze 1994;
- Le iscrizioni funerarie chiusine di età ellenistica, Roma 1995;
- Iscrizioni etrusche. Leggerle e capirle, Ancona 2007.
- (a cura di), Thesaurus Linguae Etruscae. I. Indice lessicale. Seconda edizione, Pisa-Roma 2009;
- Vita segreta degli antichi romani, Roma 2013;
- (con Vincenzo Belelli) Gli Etruschi: la scrittura, la lingua, la società, Roma 2018;
- Etrusco. Lingua, Scrittura, Epigrafia, Prensas de la Universidad de Zaragoza, Saragozza 2020;
- Gli Etruschi, Rusconi-Idealibri, Milano 2021.

### Articoli
- Sui cosiddetti penesti etruschi, in La parola del passato 51, 1996, 335-344.
- ET AT 0.13: un santuario di confine?, (coautore) in Papers from the EAA Third Annual Meeting, I, Oxford 1998, 208-211.
- La romanizzazione attraverso l’epigrafia: il Veneto e il modello etrusco, in Protostoria e storia del Venetorum angulus. Atti del XX Convegno Nazionale di Studi Etruschi e Italici, Pisa-Roma 1999, 651-664.
- L’iscrizione della tomba di Poggio Renzo, in Istituto Universitario Orientale. Annali di Archeologia e Storia Antica, n.s. 5, 1998 [2000], 107-109.
- Alfabeti chiusini di età arcaica, in Annali della Fondazione per il Museo “Claudio Faina” 7, 2000, 205-217.
- L’epigrafia etrusca di Chiusi, in Chiusi etrusca, Chiusi 2000, 26-31.
- (EN)  The Romanization of Italy through the Epigraphic Record, in Italy and the West. Comparative Issues in Romanization, Oxford 2001, 7-16.
- Le iscrizioni funerarie chiusine di età ellenistica, in Studi Etruschi 64 1998 [2001], 225-263.
- Quattro nuove iscrizioni etrusche arcaiche dall’agro chiusino, in Studi Etruschi 64 1998 [2001], 213-224.
- Le formule onomastiche della Tabula Cortonensis e il valore del metronimico, in La Tabula Cortonensis e il suo contesto storico-archeologico. Atti dell’incontro di studio, Roma 2002, 93-100.
- L’onomastica etrusca di Perugia: alcune osservazioni, in Annali della Fondazione per il Museo “Claudio Faina” 9, 2002, 517-524.
- Una misconosciuta nota di Gustav Herbig e l’etrusco etera, in Miscellanea etrusco-italica 3, Roma 2003, 209-221.
- La documentazione epigrafica spinetica, in Storia di Ferrara, 2. Spina tra archeologia e storia, Ferrara 2004, 251-269.
- Alfabeti greci e alfabeti etruschi, in Annali della Fondazione per il Museo “Claudio Faina” 10, 2004, 291-305.
- Alle origini dell’epigrafia cerite, in Dinamiche di sviluppo delle città nell’Etruria meridionale. Veio, Caere, Tarquinia, Vulci. Atti del XXIII Convegno di Studi Etruschi e Italici, Pisa-Roma 2005, 205-207.
- Le iscrizioni funerarie etrusche della collezione Bonci-Casuccini, in Chiusi, Siena, Palermo. Etruschi. La collezione Bonci Casuccini, Siena 2007, 354-355.
- Prime riflessioni sulla fase orientalizzante e arcaica della necropoli di Fossa: aspetti rituali e strategie di utilizzo, in G. Tagliamonte (a cura di), Ricerche di archeologia medio-adriatica, 1. Le necropoli: contesti e materiali (Atti dell’Incontro di studio Cavallino-Lecce 2005), Galatina 2008, Congedo Editore, pp. 87-104.
- Alla ricerca delle aristocrazie chiusine, in M.L. Haack (éd.), Écritures, cultures, sociétés dans les nécropoles d’Italie ancienne, Bordeaux 2009, Ausonius Éditions, pp. 135-159.
- La società chiusina fra la guerra annibalica e l’età di Augusto. Osservazioni archeologiche ed epigrafiche, in Ostraka 18, 2009, pp. 303-322.
- Un settore “specializzato” del lessico etrusco: una messa a punto sui nomi di vasi, in Mediterranea 6, 2009 [2010], pp. 139-152 (ISSN 1827-0506).
- (EN)  Inscriptions on tiles from Chiusi. Archaeological and epigraphical notes, in Etruscan Studies 13, 2010, pp. 123-130.
- (con C. Rizzitelli), Culture funerarie d’Abruzzo. IV-I secolo a.C., Pisa-Roma 2010, Fabrizio Serra Editore (“Mediterranea”, Supplemento 5).
- (con P. Santoro), 1970-2010: quarant’anni di ricerche a Colle del Forno (Montelibretti). Risultati e prospettive, in Lazio e Sabina, 7, Roma 2011, Quasar, pp. 107-109.
- ’Vornamengentilizia’. Anatomia di una chimera, in D. F. Maras (a cura di) Corollari. Scritti di antichità etrusche e italiche in omaggio all’opera di Giovanni Colonna, Pisa-Roma 2011, Fabrizio Serra Editore, pp. 193-198.
- (con F. M. Cifarelli),Materiali e tipi ceramici arcaici tra Abruzzo, Campania settentrionale e Lazio meridionale interno. Tradizioni locali e circolazione di modelli, in Gli Etruschi e la Campania settentrionale. Atti del XXVI Convegno di studi etruschi ed italici. Caserta, Santa Maria Capua Vetere, Capua, Teano. 11 - 15 Novembre 2007, Pisa-Roma 2011, Fabrizio Serra Editore, pp. 105-114.
- Lingua ed epigrafia, in G. Bartoloni (a cura di), Introduzione all’etruscologia, Milano 2012, Hoepli, pp. 419-446.
- Il liber linteus di Zagabria. Alcune riflessioni su una recente riedizione, in Mediterranea 9, 2012, pp. 235-240.
- Matrimoni misti e identità in cambiamento: Chiusi da città etrusca a municipio romano, in S. Marchesini (a cura di), Matrimoni misti: una via per l’integrazione tra i popoli. Atti del convegno, Verona-Trento 2011, Trento 2012, Provincia Autonoma di Trento, pp. 103-109.
- La scrittura etrusca di età recente: tradizioni locali e alfabeto nazionale, in MEFRA 124, 2012, pp. 439-445.
- (EN)  Slavery and manumission, in J. MacIntosh Turfa (ed.), The Etruscan world, London-New York 2013, Routledge, pp. 447-456.
- Agro falisco e Sabina: qualche osservazione, in G. Cifani (a cura di), Tra Roma e l’Etruria. Cultura, identità e territorio dei Falisci, Roma 2013, Quasar, pp. 313-319.
- (FR)  La naissance de l’écriture, in Étrusques. Un hymne à la vie (Catalogo della mostra, Parigi 2013-2014), Paris 2013, Gallimard, pp. 62-64.
- Etruria, terra di migranti. Mobilità e integrazione di elementi allogeni dalla documentazione epigrafica, in S. Marchesini, N. Martinelli, A. Paini, M. Rossi (a cura di), Seconda e terza generazione. Integrazione e identità nei figli di immigrati e coppie miste, Verona 2014, Alteritas/Comune di Verona, pp. 25-32.
- L’epigrafia di Cerveteri in epoca orientalizzante, in Gli Etruschi e il Mediterraneo. La città di Cerveteri (Catalogo della mostra, Roma 2014), Roma/Paris 2014, Azienda Palaexpo/Somogy, pp. 131-132.
- Epigrafia dell’Etruria rupestre, in L’Etruria meridionale rupestre, Roma 2014, Palombi Editori, pp. 84-89.
- I Sabini: prospettiva archeologica, in M. Aberson, M. C. Biella, M. Di Fazio, M. Wullschleger (éds), Entre archéologie et histoire: dialogues sur divers peuples de l’Italie préromaine. E pluribus unum? L’Italie, de la diversité préromaine à l’unité augustéenne, I, Bern 2014, Peter Lang, pp. 137-148.
- Diaspore sabine, in G. Baldelli, F. Lo Schiavo (a cura di), Amore per l’antico. Dal Tirreno all’Adriatico, dalla preistoria al medioevo e oltre. Studi di antichità in ricordo di Giuliano de Marinis, Roma 2014, Scienze e Lettere, pp. 25-30.
- L’epigrafia etrusca di Tolle: alcune osservazioni, in G. Paolucci, E. Salvadori (a cura di), La necropoli di Tolle. Le tombe del IV-II secolo a.C., Milano 2014, Silvana Editoriale, pp. 180-183.
- Per Maristella Pandolfini. Cên zic ziχuχe, Pisa-Roma 2014, Fabrizio Serra Editore (“Mediterranea”, Supplemento 10).
- Epigrafia e lingua etrusca fra Pauli e Buonamici, in M.-L- Haack, M. Miller (éds.), La construction de l’étruscologie au début du XXe siècle, Bordeaux 2015, Ausonius Éditions, pp. 93-103.
- Le necropoli della Sabina tiberina: note archeologiche, in F. Gilotta, G. Tagliamonte (a cura di), Sui due versanti dell'Appennino. Necropoli e distretti culturali tra VII e VI sec. a.C., Roma 2015, G. Bretschneider (Biblioteca di “Studi Etruschi”, 55), pp. 79-88.
- (EN)  Epigraphy in a changing society. Etruria 300-1 B.C.E., in Etruscan Studies 18, 2015, pp. 71-80.
- I Cacni, famiglia perugina, in Römische Mitteilungen 121, 2015, pp. 177-198.
- Un titulus Populoniensis dal saggio XXV, in V. Di Cola, F. Pitzalis (a cura di), Materiali per Populonia, 11, Pisa 2015, ETS, pp. 189-207.
- (FR)  Lire et comprendre les inscriptions étrusques, Paris 2015, Spartacus-idh.
- Riforme della scrittura e cultura epigrafica al tempo delle lamine di Pyrgi, in V. Bellelli, P. Xella (a cura di), Le lamine di Pyrgi. Nuovi studi sulle iscrizioni in etrusco e in fenicio nel cinquantenario della scoperta (= Studi epigrafici e linguistici sul Vicino Oriente antico, n.s. 32-33, 2015-2016), Verona 2016, Essedue edizioni, pp. 81-88.
- La linguistica etrusca in Italia. 1928-1942, in M.-L. Haack, M. Miller (éds.), Les Étrusques aux temps du fascisme et du nazisme, Bordeaux 2016, Ausonius, pp. 229-239.
- Breve in exiguo marmore nomen ero. L’iscrizione funeraria etrusca tra esposizione pubblica e spazio privato, in M.-L. Haack (éd.), L’écriture et l’espace de la mort. Épigraphie et nécropoles à l’époque pré-romaine, Rome 2016, École Française de Rome, pp. 401-411.
- Culture epigrafiche in Italia fra IV e I secolo a.C.: alcune osservazioni, in M. Aberson, M. C. Biella, M. Di Fazio, P. Sánchez, M. Wullschleger (éds.), L’Italia centrale e la creazione di una koiné culturale? I percorsi della ‘romanizzazione’. E pluribus unum? L’Italie, de la diversité préromaine à l’unité augustéenne, II, Bern 2016, Peter Lang, pp. 121-125.
- (EN)  Female slaves and slave-owners in ancient Etruria, in S. Lynn Budin, J. MacIntosh Turfa, Women in antiquity. Real women across the ancient world, London-New York 2016, Routledge, pp. 877-882.
- Epigrafia etrusca dell’Etruria romana, in G. A. Cecconi, A. Raggi, E. Salomone Gaggero (a cura di), Epigrafia e società dell’Etruria romana. Atti del convegno di Firenze, 23-24 ottobre 2015, Roma 2017, Edizioni Quasar, pp. 205-215.
- (EN)  Approaches to the study of the language e Alphabets and language, in A. Naso (ed.), Etruscology, Boston-Berlin 2017, De Gruyter, pp. 95-107, 245-274.
- La società etrusca e le utopie postbelliche. Alcune note sulla storiografia etruscologica nell’Italia del dopoguerra, in M.-L. Haack, M. Miller (éds.), L’étruscologie dans l’Europe d’après-guerre, Bordeaux 2017, Ausonius Éditions, pp. 103-111.
- Epigrafia e lingua etrusca: temi e problemi per il terzo millennio. Documento introduttivo alla tavola rotonda, in Mediterranea 14, 2017, pp. 157-165.
- (EN)  Problems in Identifying Central Italic Ethnic Groups, e The Aequi, in G. D. Farney, G. Bradley (eds.), The Peoples of Ancient Italy, Boston-Berlin 2017, De Gruyter, pp. 89-103, 499-507.
- (con M. R. Ciuccarelli), I cippi di Cerveteri. Una messa a punto, fra archeologia ed epigrafia, in S. Steingräber (a cura di), Cippi, stele, statue-stele e semata. Testimonianze in Etruria, nel mondo italico e in Magna Grecia dalla prima Età del Ferro fino all’Ellenismo. Atti del convegno, Sutri 2015, Pisa 2018, ETS, pp. 149-159.
- Il paesaggio epigrafico tardoetrusco fra tradizione e innovazione, in F. Beltrán Lloris, B. Díaz Ariño (eds.), El nacimiento de las culturas epigráficas en el occidente mediterráneo. Modelos romanos y desarrollos locales (III-I a.E.), Madrid 2018, Consejo Superior de Investigaciones Cientificas (Anejos de Archivo Español de Arqueología, 85), pp. 99-106.
- I nuovi corpi civici nel mondo etrusco arcaico, in M. Osanna, S. Verger (a cura di) Pompei e gli Etruschi (Catalogo della Mostra, Pompei 2018-2019), Milano 2018, Electa, pp. 162-164.
- La società etrusca: il contributo dell’epigrafia, in P. Amann, L. Aigner-Foresti (Hrsgg.), Beiträge zur Sozialgeschichte der Etrusker. Akten der internationalen Tagung, Wien, 8.-10.6.2016, Wien 2018, Holzhausen, pp. 219-226.